# Asociación Deportiva Francesa
Maillots
L'Asociación Deportiva Francesa ou Deportiva Francesa est un club argentin basé dans la province de Buenos Aires en Argentine dans l'arrondissement de Pilar.

## Histoire
L'Asociación Deportiva Francesa a été créée le 11 septembre 1913 à la suite la fusion de deux entités sportives françaises, la Société Sportive Française et le Club Sportif Français, au siège de La Minerve (Sociedad Francesa de Socorros Mutuos y beneficiencia), dans la rue Venezuela, au cœur de San Telmo. Son nom original était Sportive Française. Son premier président fut Georges Roy, remplacé six mois plus tard par Georges Fabre.

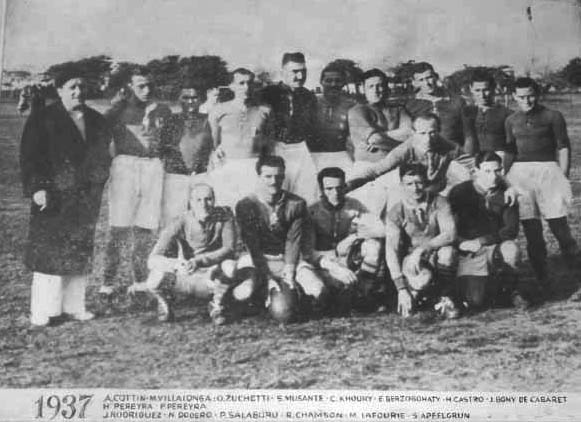
Rugby club, 1937.

À la mi-1914, au moins 45 membres du club, français d'origine et leurs enfants, ont défilé à la veille de la Première Guerre mondiale. Trois d'entre eux ne sont pas revenus au terme du conflit. À cette époque, les disciplines pratiquées au sein du club étaient l'athlétisme, la boxe, le rugby, le tennis, le football et le basket-ball. Le 1er exploit de la Deportiva Francesa fut la montée en Première Division en 1925.
Une nouvelle ère commença en 1947 lorsqu'un grand groupe de joueurs de rugby du Gimnasia y Esgrima de Buenos Aires rejoignit l'association. Elle accéda à la Primera, de 1948 à 1963. En 1954, la Deportiva fut le 1er club argentin à effectuer une tournée en Europe où il joua 10 matchs au Portugal, en Espagne, en Italie, en France et aux Pays-Bas. Au cours de cette période, l'équipe ne disposait pas de terrain attitré et joua à Castelar et à  Ramos Mejía pour finalement s'installer aujourd'hui à Del Viso.
Deux célèbres Pumas ont été formés à la Deportiva Francesa : Juan Martín Hernández
et Rodrigo Roncero. Ce dernier est d'ailleurs actuellement l'entraîneur du club.

## Palmarès
- Vainqueur du Tournoi de l'URBA B en 2013

## Personnalité du club

### Joueurs emblématiques
- Juan Martín Hernández
- Rodrigo Roncero
- Ignacio Mieres

### Effectif actuel
| - Mauro Ledesma - Facundo Pratti - Jonatan Perello - Maximiliano Pizzamiglio - Patricio Ballesteros - Luciano Draghi (cap.) - Facundo Del Giudice - Sebastián Carames - Santiago Ibarra | - Sebastián Dubie - Federico Valdez - Juan Ignacio Giraudo - Kevin Garfunkel - Agustín Rodriguez Asenjo - Juan Ferrari - Federico Foti - Marcos Isella |

### Entraîneurs
- Rodrigo Roncero